# Валук (князь)
Валук або Валтунка (Valuk; *д/н — †бл. 660/665) — владун (князь) Карантанії у 626—660/665 роках.

## Життєпис
Про походження Валука відомості різняться: за одними відомостями він був сином хорутанського князя, за іншими — сином Само, очільника своєрідної слов'янської «федерації», та хорутанської князівни. У 626 році був поставлений Само владуном (володарем) хорутанів. Разом з останнім звитяжив під час війни з аварами.
У 631 році Валук очолив війська держави Само, на чолі яких відбив напад франків на слов'янські землі. Цей успіх значно підняв свій престиж. Валук переніс свою резиденцію до міста Крнскіград (нині Карнбург в австрійській Каринтії), що розташовувалося на місці давньоримської укріплення. За наказом Валука було заново перебудувано напівзруйновану фортецю. На схід від нього на полі помістив так званий «княжий камінь» — племінну святиню, на якій Валук (й наступні князі) клявся у вірності своєму народові і звичаям.
До смерті Само у 658 році Валук зберігав вірність останньому. Після цього держава Само розпалася, й Валук здобув самостійність Карантанії, прийнявши титул князя замість владуна. Також він поєднував посаду верховного жерця хорутан, які на той час були поганами. В подальшому близько 662 року разом з франками здобув перемогу над аварами або булгарами, з яких 700 поселив у своїй землі.
Ймовірно надав притулок Лупусу, герцогу Фріульському, який втік від Грімоальда I, короля лангобардів. До самої мірті, що відбулася десь до 665 року, намагався боронити Карантанію від франків та аварів. Водночас було зайнято внутрішні райони Істрії та гірські долини в південних Альпах.
Стосовно спадкоємця Валука відсутні відомості, що напевне пов'язано з поразками від лангобардів та аварів, які призвели до послаблення Карантанського князівства. Напевне, відбулася швидка зміна князів, імена яких не збереглися, в результаті чого Карантанія розпалася на декілька невеличких держав.